# Simon Kollerup
Simon Monrad Kollerup, född 20 maj 1986 i Lildstrand, Danmark, är en dansk politiker (Socialdemokratiet).
Kollerup har suttit i folketinget sedan valet 2011, då han valdes in i Thistedkretsen i Nordjyllands storkrets. Han har varit partiets talesperson i frågor som för livsmedel, lantbruk och djurvälfärd. Han var mellan 2019 och 2022 näringsminister i regeringen Mette Frederiksen I.

## Bakgrund
Kollerup är son till konsulten Karsten Kollerup och hälso- och sjukvårdaren Ulla Mortensen. Kollerup tog studenten från Thisted gymnasium 2005 och tog examen i statskunskap vid Köpenhamns universitet 2011. Han har arbetat som studentmedhjälpare vid Udenrigsministeriet i samband med COP15 2008-2010, varit presschef för Socialdemokratiet i Köpenhamn 2009 och konsult för Köpenhamns kommuns överborgmästare Frank Jensen 2010-2011. 

## Politisk karriär
Kollerup började sin politiske karriär som ordförande för DSU i Thy/Mors 2002-2005. Efter studentexamen flyttade han till Köpenhamn för att studera statsvetenskap. Där var ordförande för Frit Forum i Köpenhamn 2009-2010. 2014-2018 var han styrelseordförande för Ungdomsringen.
Den 8 februari 2015 rapporterade Ekstrabladet att Simon Kollerup har fått ett skattefritt bidrag på 30 218 kronor per år för dubbla hushåll, eftersom han hade en av Folketingets lägenheter i Tordenskjoldsgade i centrala Köpenhamn samtidigt som han hade ett hus i Thy. Enligt Ekstra Bladet bodde Kollerup dock i själva verket i sin flickväns lägenhet i Christianshavn tillsammans med deras två gemensamma barn och hade därför inte rätt till Folketingets lägenhet och det bidrag som följde med den.
Kollerup själv sa att han hade följt alla regler, men sade därefter upp folketingets lägenhet och betalade tillbaka bidraget för dubbla hushåll för det senaste året. Ordföranden för Folketingets presidium, Mogens Lykketoft, ansåg att detta beslut var tillfredsställande.